# Erlebniswohnung
Die Erlebniswohnung war ein Bordell in Berlin.

## Konzept
Betrieben wurde sie in einer Wohnung in Neukölln mit der Veranstaltung von Gangbang-Partys. Männer zahlten einen Pauschalpreis von 100 Euro und konnten anschließend mit allen anwesenden Prostituierten Sex haben.
An den Gangbangs, die über den ganzen Tag verteilt stattfanden, waren typischerweise jeweils eine Frau und bis zu 30 Männer beteiligt. Es gab zwei Zimmer mit großen Betten, eine Sauna und ein Wohnzimmer mit Büfett. Während des Aufenthalts trugen die Männer Badeschuhe und ein Handtuch um die Hüften. Die Kundschaft reiste teils aus dem Ausland an, ab und zu besuchten auch Paare oder Pornodarstellerinnen wie beispielsweise Vivian Schmitt die Erlebniswohnung. Jeden Tag kamen bis zu 100 Kunden, was Einnahmen in Höhe von 10.000 Euro entsprach. Der Tageslohn der Frauen betrug zwischen 50 und 100 Euro.
2016 erfolgte der Umzug nach Mariendorf. Mit Inkrafttreten des Prostituiertenschutzgesetzes 2017 wurde das Konzept angepasst. Eine allgemeine Kondompflicht wurde eingeführt, statt mit „Gangbang“ wurde nun nur noch mit „Sexparty“ geworben. 2020 wurde die Erlebniswohnung dauerhaft geschlossen.

## Auszeichnungen
- 2015: Venus Award als beste Sexparty[11]